# 道の駅竜北
道の駅竜北（みちのえき りゅうほく）は、熊本県八代郡氷川町にある国道3号の道の駅である。
「竜北」の名は旧町名に由来。

## 施設
- 駐車場
  - 普通車：71台
  - 大型車：14台
  - 身障者用：4台
- トイレ
  - 男：大 4器（2器）、小 7器（4器）
  - 女：9器（6器）
  - 身障者用：2器（1器）

（）内は、24時間利用可能
- 公衆電話
- レストラン「農村レストラン」（11:00 - 18:00）
- 喫茶店「手作りおやつ工房」（11:00 - 17:00）
- 農産物直売所

## 休館日
- 第2・4水曜日
- 年末年始

## アクセス
- 国道3号 - 登録路線
  - 国道219号

## 周辺
- 氷川町役場
- 野津古墳群